# Una familia de diez
Una Familia de Diez (pt: Uma Familia de Dez) é uma série mexicana produzida por Jorge Ortiz de Pinedo. A série apresenta em cada episódio confusões de uma família que vive em um apartamento.
Em 08 de outubro de 2018, a série foi renovada para sua segunda temporada e suas gravações iniciadas em janeiro de 2019.
Em 09 de abril de 2019, a série foi renovada para sua terceira temporada e suas gravações iniciadas em maio de 2019.
Após 12 anos e várias tentativas para o retorno da série na televisão, o produtor Pedro Ortiz de Pinedo no dia 08 de outubro de 2018, anunciou em sua conta pessoal no twitter que já começaram os castings para os novos personagens da série que será exibida novamente pelo Canal de las Estrellas, com suas gravações iniciadas em janeiro de 2019.
A série confirmou uma quarta temporada, que estreou em 23 de agosto de 2020, com o retorno de María Fernanda García à série após sua saída da segunda temporada.
Em 4 de outubro de 2020, a quinta temporada estreou no mesmo dia, após o término da quarta temporada.
No Brasil, está disponível por tempo limitado na Netflix.

## Sinopse

### Primera temporada
Sr. Plácido López Turruviates, sua esposa Renata e seus dois filhos, Martina e Plutarco, vivem muito felizes em um pequeno apartamento na Colônia dos doutores, da Cidade do México, mas faz um ano o avô Lopez, pai de Plácido, mudou-se para viver com eles, pois não tem aonde ir.
Cinco anos antes da chegada do vovô Arnoldo, chega Tia Licha e sua filha, a quem chamam de La Nena porque seu nome não foi mencionado durante a série, já que ambas foram abandonadas pelo marido, depois que ele descobriu-se homossexual.
Posteriormente, integra-se uma indígena adolescente de nome Tecla, que veio do mesmo povoado onde vivia o avô López e que por acidente faz constantes referências a que o avô teve um relacionamento com sua mãe.
Plácido trabalha em uma empresa que pertence a um homem muito rico, Don Justo Del Valle, que tem uma filha chamada Gabriela del Valle, por quem Plutarco se apaixona profunda e instantaneamente. Gaby e Plutarco se casam em segredo, depois de descobrir que vão ser pais, motivo pelo qual Gaby também se muda e passar a viver com os Lopez. Alguns capítulos mais tarde, junta-se a viver com os Lopez, Adolfo, o namorado de La Nena, após ela descobrir que também está grávida.
Assim, em pouco tempo, a tranquilidade com que viviam os Lopez se transforma em uma aglomeração de 10 pessoas num pequeno apartamento. Sucedem sem fim de problemas engraçados e divertidos, principalmente decorrentes da falta de espaço, por problemas econômicos e a sagacidade e humor de cada um dos personagens, assim como alguns outros personagens esporádicos que dão um toque especial a esta série. Até que um dia por um golpe de sorte, num concurso de televisão, os Lopez ganham uma casa no final da primeira temporada da série.

### Segunda Temporada
Depois de um trágico incêndio provocado por Don Arnoldo, a casa que ganharam há mais de 10 anos foi completamente destruida pelo fogo e todos os integrantes foram forçados a voltar ao apartamento onde moravam antes. 
Mas, agora com dois novos membros, os filhos de Plutarco e Nena, eles viverão novos problemas, que sempre resolverão com o apoio da família.

### Terceira Temporada
A temporada estreou em conjunto no final da segunda temporada; foi confirmada por Mariana Botas.
Nesta temporada, tia Licha morre e Tecla não aparece mais, de modo que Carlos (pai da Nena) retorna para tomar o lugar de Licha.

## Temporadas
| Temporada | Temporada | Episódios | Exibição original                              |
| --------- | --------- | --------- | ---------------------------------------------- |
|           | 1         | 24        | 22 de março de 2007 – 13 de setembro de 2007   |
|           | 2         | 13        | 25 de agosto de 2019 – 06 de outubro de 2019   |
|           | 3         | 13        | 13 de outubro de 2019 – 24 de novembro de 2019 |

### A Família de Dez
No segundo semestre de 2014, o criador da série Jorge Ortiz de Pinedo, confirma através de seu twitter a realização da peça teatral no mesmo molde da série, com a volta dos atores nos palcos e levando o nome La Familia de Diez, sendo renovada para três temporadas e sua última apresentação em 23 de julho de 2018.

### No Brasil
Em 2011, foi adquirida pelo canal de assinatura TLN Network, para ser anunciada como uma das novidades de fim de ano e logo foi engavetada para dar lugar a famosa série mexicana Chapolin.
Em 2015, torna-se disponível dublada e sem cortes pelo serviço de streaming Netflix.